# شعار باكستان
شعار باكستان (بالأردية: پاکستان کی ریاستی علامت) هو الشعار الرسمي لجمهورية باكستان الإسلامية والذي أعتمد عام 1954م - 1373هـ بعد إستقلال باكستان.

## تصميم

شعار باكستان (1947-1955)

الشعار مكون من هلال ونجمة فوق درع محاط بإكليل من الزهور يوجد تحته لفيفة تحتوى اللفافة على الشعار الوطني باللغة الأردية إيمان، اتحاد نظام. يرمز الهلال والنجمة واللون الأخضر للإسلام. في داخل الدرع يوجد القطن والقمح والشاي والجوت، والتي كانت المحاصيل الرئيسية لباكستان عند الاستقلال. يرمز إكليل أزهار الياسمين الشامي (الزهرة الوطنية) إلى والتراث الثقافي الباكستاني. صمم هذا الشعار معراج محمد طالبة بالكلية الوطنية للفنون.